# Бешта Петро Петрович
Петро Петрович Бешта (нар. 23 березня 1975, Луцьк) — український дипломат. Надзвичайний і Повноважний Посол України в Словенії (з 21 грудня 2024). Надзвичайний і Повноважний Посол України в Литовській Республіці (14 січня 2022—21 грудня 2024).

## Життєпис
Народився 23 березня 1975 року у місті Луцьк. У 1997 році з відзнакою закінчив факультет міжнародних відносин Львівського національного університету імені Івана Франка. У березні 2020 року завершив Програму «Стратегічне лідерство в секторі безпеки та оборони України» Києво-Могилянської Бізнес-Школи та здобув кваліфікацію у галузі знань «Управління та адміністрування».
На дипломатичній службі з 1997 року. До призначення посаду Надзвичайного і Повноважного Посла України в Литовській Республіці працював Генеральним директором Політичного директорату Міністерства закордонних справ України, був секретарем організаційного комітету саміту Кримської платформи. Також працював на посадах заступника директора політичного департаменту МЗС України, заступника Постійного представника України при Відділенні ООН та інших міжнародних організаціях у Женеві, раніше був головним консультантом Головної служби зовнішньої політики, референтом Президента України, заступником керівника Секретаріату Президента України Віктора Ющенка.

## Дипломатичний ранг
- Надзвичайний і Повноважний Посланник першого класу (2022)[9]